# Kleftiko

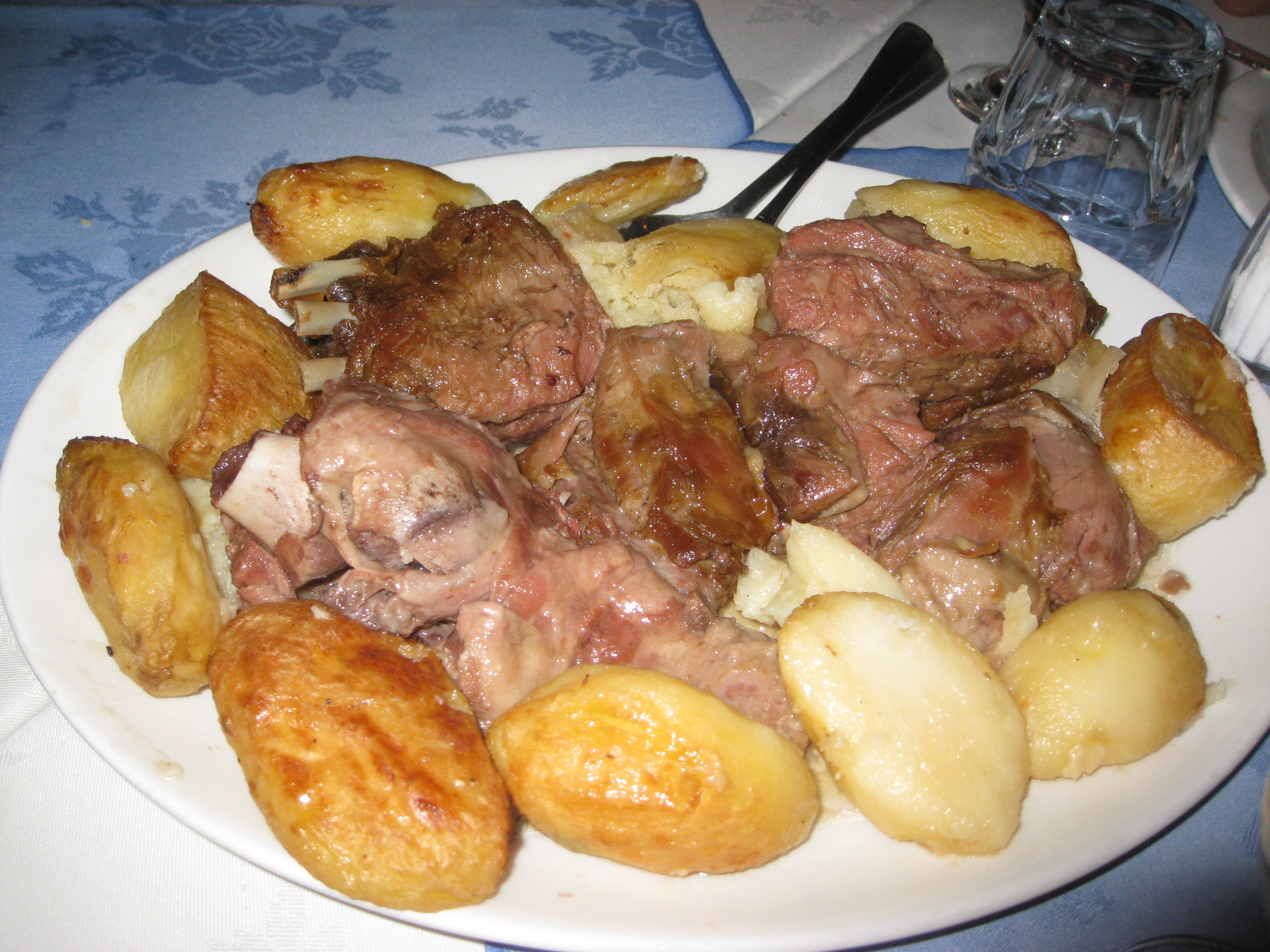
Eine Portion Kleftiko in Zypern (Limassol)

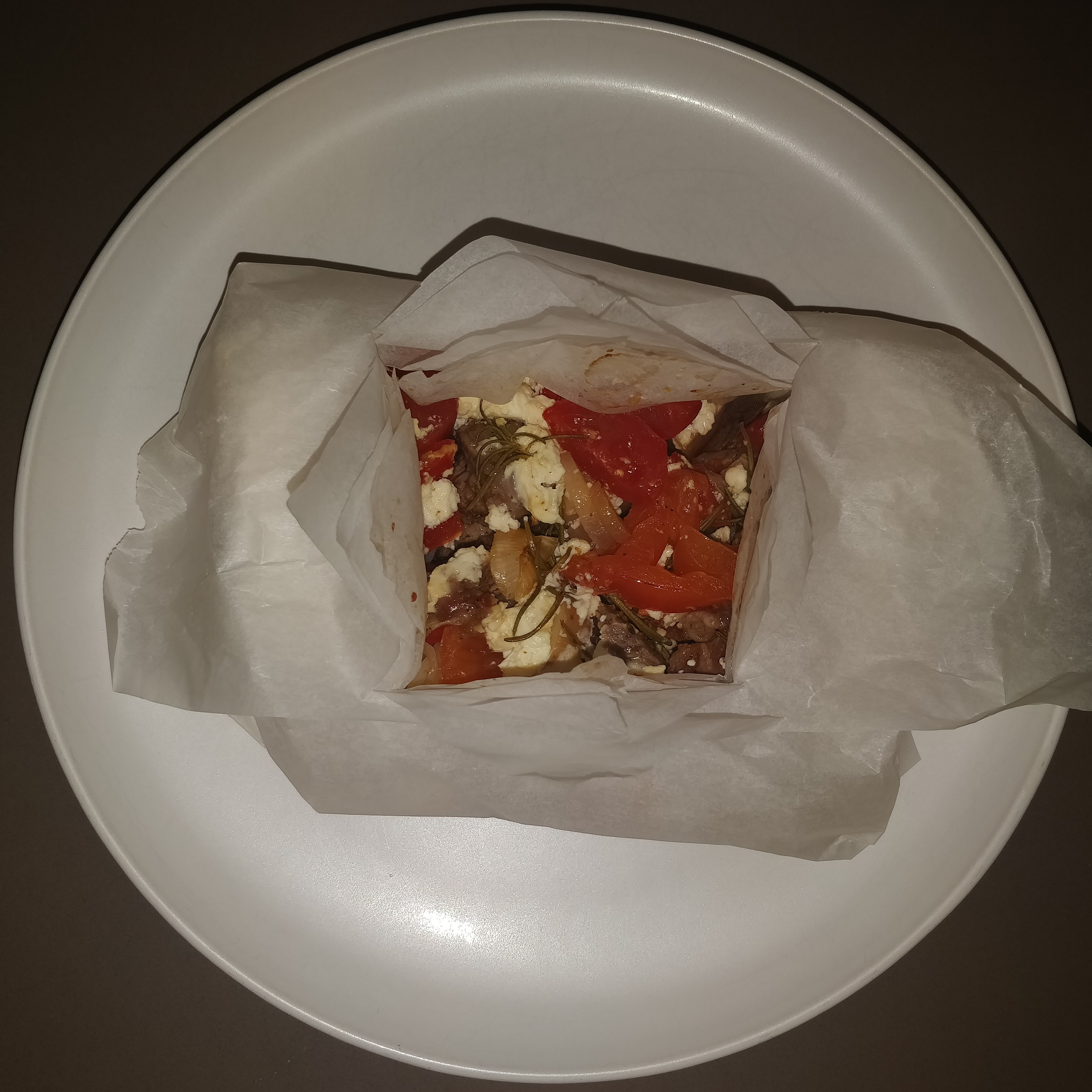
Kleftiko mit Gemüse und Feta

Kleftiko (griechisch Κλέφτικο, Räuberart) ist ein traditionelles griechisches Schmorgericht von Lamm- oder Ziegenfleisch; es führt seinen Namen auf die Klephten (auch Kleften) zurück.
Weil die rebellischen Klephten sich verstecken mussten und somit keine eigenen Herden halten konnten, stahlen sie das Vieh anderer Leute. Bei ihren Raubzügen vergaßen sie jedoch nicht, dass sie Griechen waren, darum trafen ihre Verwüstungen meist nur die türkischen Belagerer. Sie garten das Fleisch in Kochgruben, wobei sie diesen Vorgang so betreiben mussten, dass kein aufsteigender Rauch ihren Aufenthaltsort verriet.